# 미시마 카즈야
미시마 카즈야(영어: Kazuya Mishima, 일본어: 三島一八)는 격투 게임 철권 시리즈의 등장인물이다. 미시마 헤이하치의 아들, 카자마 진의 아버지, 미시마 진파치의 손자이다. 철권 시리즈의 악인형 주인공이다.

## 캐릭터 이야기
미시마 헤이하치의 아들로 카자마 진의 아버지이다. 어머니는 미시마 카즈미. #라스 알렉산데르손|라스는 배다른 형제이다. 철권 시리즈의 초대 주인공이다. 
거만하거나 냉혹비정한 성격으로 자신의 야망을 달성한다면 어떤 비열한 방법을 사용해서라도 끝까지 해낸다  취미는 스니커 수집이며, 아버지에게 짖궂은 짓하기이다. 
유소년기부터 아버지로부터 미시마류 싸움 가라테와 제왕학을 주입을 시키지만, 5세경에 근성을 붙이기 위해서 아버지 헤이하치가 절벽에서 떨어뜨린다 가슴에 큰 상처는 그 때 생긴 것이다. 이후로 헤이하치를 증오하게 되며 재벌을 물려받는 것이 아닌 빼앗기 위해서 헤이하치의 목숨을 노리며 대회에 참가한다. 결승에서 헤하치를 쓰러뜨리고 미시마 재벌 당수의 자리를 손에 넣는다. 
“철권 2”에서는 홋카이도에 독립 국가를 건국하려고 계획하고 있었지만, 수행 끝에 부활을 한 헤이하치에게 패배하여 모든 것을 잃고, 화산에 몸을 던져 빈사의 중상을 입는다. 하지만, 데빌화하는 것으로 목숨을 건진다{{efn-ua|몸을 던졌을 때 가슴 이외에도 크고 작은 다양한 상처를 입었으며, 또 한쪽 눈이 빨갛게 된다).
“철권 3”에서는 참가하지 않고 ‘G사’에 의탁하여 자신의 부활과 데빌 인자 연구에 노력한다. 
“철권 4”에서는 헤이하치를 죽이는 것과 아들 진을 포획해서 데빌의 힘을 손에 넣기 위해서 대회에 참가했지만 결승에서 헤이하치에게 패배하며, 그 후 미시마 재벌 본성에서 진에게도 패배한다. 
“철권 5”에서는 사진을 배신한 G사로의 복수와 재벌 우두머리 자리를 노리고 참가한다. 또, 할아버지 미시마 진파치를 경애하고 있던 것이 밝혀진다. 
“철권 6”에서는 G사의 간부를 말살하며, G사를 움직이는 입장이 된다. 진이 인솔하는 미시마 재벌의 암중비약을 알고 투쟁하며, G사의 입장이 높아져 온 것을 가늠하고 진의 머리에 현상금을 건다. 그 후 제6회 대회 개최를 알게 되고, 진을 쓰러뜨리기 위해서 대회에 참가한다.
“철권 7”에서도 계속되며 사실상 G사의 톱으로 순조롭게 미시마 재벌을 바싹 추궁하고 있지만, 행방을 감춘 진을 대신해서 헤이하치가 당주로 복귀하는 것으로 미시마 재벌은 다시 세력을 반경하며, 거기에 헤이하치가 자신을 유인하기 위해서 제7회 대회를 개최한 것으로 알고 기나긴 가족 싸움에 종지부를 맺기 위해서 대회에 참가한다. 
“철권 7”의 스토리 모드 ‘The Mishima Saga’에서는 헤이하치와 매듭을 짓기 위해서 화손에서 최종 결전을 벌인다. 싸움에서는 열세에 몰리고 있으며, 데빌화해서 일시 형세역전하는 것도 헤이하치의 혼신의 일격을 받아서 데빌화가 풀려바리고, 궁지에 몰린다. 하지만, 마지막 힘을 다해서 지금까지 헤이하치에게 받은 여러 해에 쌓인 혼신의 일격을 헤이하치의 가슴을 향해서 쏘아부으며, 심장을 멈추고 힘들게도 승리를 거둔다. 마지막은 헤이하치의 시체를 용암 속으로 떨어뜨려서 완전히 없애버리며, 오랜 부자 간의 인연에 종지부를 찍는다. 그 후의 에필로그에서는 헤이하치 사후세계에 대해서 다시 침공을 개시하며, 세상을 혼란의 소동돌이에 빠뜨리고 있는 것이 밝혀진다. 
“철권 8”에서는 미시마 재벌과의 싸움은 G사의 승리로 끝났지만, 그 후에도 세계에게 무력에 의한 침공을 진행해왔다. 그것에 대해서 국제협력연합은 세계의 수뇌를 모으며 제재조치의 결의를 채결하려고 한다. 하지만, 그곳에 카즈야가 나타나며 거리를 불바다로 뒤덮었다. 
“철권: 블러드 벤전스”에서는 카미야 신의 체내에 있는 불사신의 유전자를 손에 넣기 위해서 안나 윌리엄스를 사용해서 탐색하고 있었다. 
카미야 신이 도쿄성에 있는 것을 잡은 카즈야는 그곳으로 향하며, 비슷하게 그 곳에 도착한 진과 헤이하치와 함께 미시마 가 3대에 의한 배틀을 펼친다. 격한 싸움 끝에 헤이하치로 인해서 쓰려졌던 것으로 보였지만, 데빌의 힘을 개방해서 부활한다. 헤이하치를 쓰러뜨린 진을 압도해서 데빌화한 진조차도 상대하지 못할 정도의 힘을 보이지만 ‘데빌 진 제2형태’(デビル仁第2形態)로 각성한 진에게 패배한다. 
“철권” 엔딩에서는 그 자신이 유소년기와는 반대로 헤이하치를 절벽에서 던진 것으로 하고 있으며, “철권 2”에서는 헤이하치가 그 절벽에서 올라오고 있는 양자가 오프닝 무비로 되고 있다. 또, 화산으로 몸을 던진 장면에서 복장은 “철권 2”의 헤이하치 엔딩 무비와 “철권 4”의 오프닝 무비로 다르다.
초대에서는 폴 피닉스로부터 라이벌로 취급되었으나 현재는 관련성이 희박하다. 
또, 철권 시리즈.이외에도 같은 회사의 아케이드 게임 “애브노멀 체크”의 데모 화면에서 미시마 헤이하치와 함께 기본값으로 게스트 출연을 하고 있다. 
스트리트 파이터 X 철권에서는 니나 윌리엄스와 함께 일반적인 팀 태그로 뭉친다.
실사 영화판에서는 미시마 재벌의 NO.2로 등장한다. 권력의 망자이며, 아버지 헤이하치가 내주려고 하지 않는 재벌총수의 자리를 노리며 암중비약한다. 게임과는 다르며, 맨손이 아닌 도끼 등의 무기를 사용한 격투술을 득의하려고 한다. 마지막은 진에 직접 대결을 도전하지만 패배당한다. 
파친코판과 파치슬로판메서도 중요한 역할로 등장했으며, 진과 미시마 헤이하치의 인연의 관계를 가지는 캐릭터로 등잠한다. 파치슬로 철권 2nd에서는 주역이 되며, 지금까지와는 다르며 이번에만 그가 이겨서 승리하게 되지만 3rd에서는 다시 진에게 주역의 자리를 빼앗기고 있다. 
2021년 6월 30일, “슈퍼 스매시브라더스 얼티밋”에 DLC 추가 캐릭터로 참전했다. 

## 가계도
|                   |                   |                   |                   |                   |                   |           |           | 미시마 진파치   |                 |                 |                 |                 |                 |               |               |               |               |               |               |               |               |           |           |           |           |
|                   |                   |                   |                   |                   |                   |           |           |                 |                 |                 |                 |                 |                 |               |               |               |               |               |               |               |               |           |           |           |           |
|                   |                   |                   |                   |                   |                   |           |           |                 |                 |                 |                 |                 |                 |               |               |               |               |               |               |               |               |           |           |           |           |
| 라스 알렉산데르손 | 라스 알렉산데르손 | 라스 알렉산데르손 | 라스 알렉산데르손 | 라스 알렉산데르손 | 라스 알렉산데르손 |           |           | 미시마 헤이하치 | 미시마 헤이하치 | 미시마 헤이하치 | 미시마 헤이하치 | 미시마 헤이하치 | 미시마 헤이하치 |               |               | 미시마 카즈미 | 미시마 카즈미 | 미시마 카즈미 | 미시마 카즈미 | 미시마 카즈미 | 미시마 카즈미 |           |           |           |           |
| 라스 알렉산데르손 | 라스 알렉산데르손 | 라스 알렉산데르손 | 라스 알렉산데르손 | 라스 알렉산데르손 | 라스 알렉산데르손 |           |           | 미시마 헤이하치 | 미시마 헤이하치 | 미시마 헤이하치 | 미시마 헤이하치 | 미시마 헤이하치 | 미시마 헤이하치 |               |               | 미시마 카즈미 | 미시마 카즈미 | 미시마 카즈미 | 미시마 카즈미 | 미시마 카즈미 | 미시마 카즈미 |           |           |           |           |
|                   |                   |                   |                   |                   |                   |           |           |                 |                 |                 |                 |                 |                 |               |               |               |               |               |               |               |               |           |           |           |           |
|                   |                   |                   |                   |                   |                   |           |           |                 |                 |                 |                 |                 |                 |               |               |               |               |               |               |               |               |           |           |           |           |
|                   |                   |                   |                   | 리 차오랑         | 리 차오랑         | 리 차오랑 | 리 차오랑 | 리 차오랑       | 리 차오랑       |                 |                 | 미시마 카즈야   | 미시마 카즈야   | 미시마 카즈야 | 미시마 카즈야 | 미시마 카즈야 | 미시마 카즈야 |               |               | 카자마 준     | 카자마 준     | 카자마 준 | 카자마 준 | 카자마 준 | 카자마 준 |
|                   |                   |                   |                   | 리 차오랑         | 리 차오랑         | 리 차오랑 | 리 차오랑 | 리 차오랑       | 리 차오랑       |                 |                 | 미시마 카즈야   | 미시마 카즈야   | 미시마 카즈야 | 미시마 카즈야 | 미시마 카즈야 | 미시마 카즈야 |               |               | 카자마 준     | 카자마 준     | 카자마 준 | 카자마 준 | 카자마 준 | 카자마 준 |
|                   |                   |                   |                   |                   |                   |           |           |                 |                 |                 |                 |                 |                 |               |               |               |               |               |               |               |               |           |           |           |           |
|                   |                   |                   |                   |                   |                   |           |           |                 |                 |                 |                 |                 |                 |               |               | 카자마 진     |               |               |               |               |               |           |           |           |           |